# Pappea
Pappea es un género con cinco especies de plantas de flores perteneciente a la familia Sapindaceae. 
Etimología
Pappea: nombre genérico que fue otorgado en honor del botánico Karl Wilhelm Ludwig Pappe.

## Especies seleccionadas
- Pappea capensis
- Pappea fulva
- Pappea radlkoferi
- Pappea schumanniana
- Pappea ugandensis